# كل رجال الرئيس
كل رجال الرئيس هو كتاب استقصائي واقعي صدر في 15 يونيو 1974 بواسطة دار النشر سايمون وشوستر للصحفيين الإستقصائيين الأمريكيين بوب ودورد وكارل برنستين اللذان قاما بالتحقيق وتفجير فضيحة ووترغيت التي كان لصحيفة واشنطن بوست السبق في نشرها.
يروي الكتاب التقارير الاستقصائية للصحفيين ودورد وبرنستين من بداية التقرير الأولي لودورد عن شرارة فضيحة ووترغيت من خلال استقالة كل من هاري روبنز هالدمان وجون ارليتشمان، إلى إفشاء شرائط نيكسون من قبل ألكسندر باترفيلد في عام 1973. يربط الكتاب الأحداث الأصلية للقصص الجوهرية التي كتبها الثنائي للصحيفة مع كشف أسماء بعض المصادر التي رفضت في السابق إفشاء هويتها في مقالاتهم الأولية، ولا سيما هيو سلوان. كما يقدم أيضا تقارير مفصلة عن اجتماعات بوب ودورد السرية مع مصدره ديب تروت، الذي تم إخفاء هويته لأكثر من 30 عامًا. وقد وصف جين روبرتس المحرر التنفيذي السابق لصحيفة فيلادلفيا انكوايرر ورئيس التحرير السابق لصحيفة نيويورك تايمز، «إن العمل الذي قام به ودورد وبرنستين "قد يكون أعظم جهد في كتابة التقارير في كل العصور"».
في عام 1976 تم إصدار فيلم مقتبس من الكتاب يحمل نفس العنوان من إنتاج روبرت ريدفورد، بطولة روبرت ريدفورد وداستين هوفمان في دور الصحفيين ودورد وبرنستين. في نفس العام، تم نشر جزء ثان من الكتاب بعنوان الأيام الأخيرة تبدأ أحداثه في الوقت الذي انتهى فيه الكتاب السابق والذي أرخى خلاله الأشهر الأخيرة من فترة رئاسة ريتشارد نيكسون.

## التأليف والتسمية
كان بوب ودورد وكارل برنستين قد درسا مسبقا فكرة تأليف كتاب يؤرخ لفضيحة ووترغيت، لكنهما لم يلتزما بذلك جديا حتى أعرب الممثل روبرت ريدفورد عن رغبته في شراء حقوق الكتاب لإنتاج فيلم. خلال تصوير كواليس كل رجال الرئيس: القصة الحقيقة دون أكاذيب أشار بوب ودورد إلى أن ردفورد لعب دورًا مهمًا في تغيير سرد الكتاب من قصة حول أحداث ووترغيت إلى قصة عن تحقيقاتهم وتقاريرهم.
يوحي اسم الكتاب بأسجوعة الأطفال همبتي دمبتي («كل خيول الملك وكل رجال الملك / لم يستطيعوا وضع هامبتي سويًا مرة أخرى»).
تم تقديم إشارة مماثلة إلى ذلك بشكل أكثر وضوحًا قبل ربع قرن من الزمان في الرواية الخيالية «كل رجال الملك» للروائي روبرت بن وارن، والتي تصف حاكما فاسدا، يستند بشكل كامل إلى هيوي لونغ.

## شخصيات الكتاب
| - ريتشارد نيكسون (المدرجون في مناصبهم منذ عام 1972 سواء موظفي المكتب التنفيذي لرئيس الولايات المتحدة أو في لجنة إعادة انتخاب الرئيس) | - ألفريد بالدوين - جاك كولفيلد - إل باتريك غراي، القائم بأعمال مدير مكتب التحقيقات الفيدرالي - ريتشارد كليندينست، نائب عام الولايات المتحدة (خلفا لجون ميتشل) - فريد لارو - باول مور - كينيث ريتز - ديفان شومواي - برنارد باركر - فيرجيليو غونزاليز - أوجينيو مارتينيز - جيمس ماكورد جونيور - فرانك ستورجيس - هنري بيترسون، مساعد النائب العام للولايات المتحدة - إيرل جاي سيلبيرت، محامي الولايات المتحدة في مقاطعة كولومبيا - دونالد إ. كامبل، مساعد النائب العام الأمريكي - سيمور غلانزر، مساعد محامي الولايات المتحدة في مقاطعة كولومبيا - جون سيريكا، قاضي منطقة محكمة مقاطعة الولايات المتحدة لمقاطعة كولومبيا - كارل برنستين، صحفي - بوب ودورد، صحفي - بن برادلي، محرر تنفيذي - كاثرين غراهام، ناشر - هاري م. روزنفيلد، رئيس تحرير - هاورد سيمونز، مدير التحرير - باري سوسمان، محرر مكتب المدينة - بريت غورانجوس، مراسل الأخبار المحلية - سام ارفين عضو لجنة مجلس الشيوخ الأمريكي ووترغيت - ديب تروت (غير معروف مارك ويليام فيلت) |

## ردود الفعل
- اشترت دار النشر سايمون وشوستر حقوق نشر الكتاب من خلال وكيلها ديفيد اوبست. وتلقى المؤلفان مقدمًا قدره 55000 دولار.[5] في مذكراته صرح مايكل كوردا عن نشر الكتاب إنه «حول كتب النشر إلى جزء ساخن من الإعلام» وأصبحت الكتب «أخبارًا» بدلاً من التاريخ. وبسبب حظر الكتاب حتى يوم نشره، لم تكن هناك نسخ مسبقة للمراجعين. أصبحت دار النشر سايمون وشوستر فيما بعد تعرف باسم ناشر «ووترغيت» بعد أن اشترت حقوق نشر كتب أغلب الشخصيات المذكورة في كتاب كل رجال الرئيس مثل جون دين، مورين دين، جون ارليتشمان وجون ميتشل.[6]

## روابط خارجية
- كل رجال الرئيس على موقع الموسوعة البريطانية (الإنجليزية)